# Cappella di Sant'Antonio abate (Trepuzzi)
La Cappella di Sant'Antonio abate è una piccola chiesa sita nel comune di Trepuzzi, in provincia di Lecce.

## Storia
La cappella risale al XVII secolo. Viene menzionata per la prima volta nel verbale della visita pastorale condotta nel 1640 dal vescovo Luigi Pappacoda, nel quale tra l'altro si legge che, edificata per dedizione di Francesco Longo e dei suoi fratelli, evidenziava sulla parete l'effigie di Sant'Antonio. In origine apparteneva all'Ordine costantiniano, del quale rimane l'emblema sulla porta d'ingresso.

## Arte
Il piccolo edificio possiede un modesto prospetto, corredato da un ridotto campanile a vela fornito di campana del 1622, sulla quale vi è inciso: VERBUM LAETUM EST ("il suono è lieto").
L'interno, un'aula rettangolare di piccole dimensioni voltata a spigolo, possiede un solo altare, al quale fa da fondo un pregevole dipinto murale effigiante Sant'Antonio abate, con gli attributi che lo identificano. Lateralmente appaiono la Madonna chinata e l'Arcangelo Gabriele, mentre in alto è raffigurato il Padre Eterno su una nuvola circondato da figure angeliche e la colomba dello Spirito Santo.